# Down (Film)
Down (Alternativtitel: Down – Steig ein, wenn du dich traust) ist ein US-amerikanisch-niederländischer Horrorfilm von Dick Maas aus dem Jahr 2001. Es handelt sich um eine Neuverfilmung des Filmes Fahrstuhl des Grauens, welcher 1983 ebenfalls von Dick Maas inszeniert wurde.

## Handlung
Das „Millennium Building“ in New York City hat 102 Etagen. Dort kommt es nach einem heftigen Unwetter mit Blitzeinschlägen häufig zu Unfällen in den Aufzügen. Beim ersten Unfall dieser Art bleibt eine Gruppe schwangerer Frauen im Aufzug stecken. Zwei Babys werden dort geboren, bis die Frauen befreit werden. Der Wartungstechniker Mark Newman und sein Kollege untersuchen die Aufzüge, entdecken jedoch keine Fehlerursache.
Später gibt es Unfälle mit Todesfolgen; unter anderem fällt ein Blinder mit seinem Blindenhund in den Fahrstuhlschacht und einer der Wachleute wird enthauptet. Die Journalistin Jennifer Evans hofft auf eine Sensationsgeschichte und recherchiert über die Unfälle. Newman hilft ihr dabei, nachdem sein Arbeitgeber ihn von den offiziellen Untersuchungen abzieht. Nach einem Unfall mit einer ganzen Reihe von Toten spricht der Präsident der Vereinigten Staaten öffentlich über das Problem. Das Gebäude wird von den Sicherheitskräften abgesperrt.
Evans und Newman stellen fest, dass die Steuerung der Aufzüge ein eigenes Bewusstsein entwickelte. Sie kommen auf die Spur eines früher für das Militär tätigen Wissenschaftlers, der mit der Verbindung von Computern und lebenden Organismen experimentierte. Er war an der Herstellung der Steuerung der Aufzüge beteiligt.
Newman schleicht sich in das Hochhaus ein. Er erreicht die lebendig gewordene Steuerung der Aufzüge und zerstört sie mit einem Raketenwerfer.

## Produktion
Die Produktion des Films kostete etwa 15 Millionen US-Dollar. Er wurde in New York City, in Washington, D.C. und in den Niederlanden gedreht.

## Kritiken
Cinema urteilte, der Film „nimmt sich […] peinlich ernst, zeigt Schauspieler wie James Marshall und Naomi Watts in Schwächstform und lässt den Adrenalinspiegel dort, wo er bereits während der Werbung war: down“
Von fünf professionellen Kritiken erhielt der Film nur eine positive, bei einer durchschnittlichen Bewertung von 4,4 von 10. Das Publikum sah das Werk ähnlich schlecht.
David Annandale schrieb auf UpcomingDiscs.com, dass die Handlung sinnlos sei. Die Postsynchronisation verstümmele die Stimme von Naomi Watts, die Kulissen seien nicht gelungen. Annandale lobte einige Todesszenen, witzige Dialogpartien und die Teilnahme der erfahrenen Darsteller Dan Hedaya, Michael Ironside und Ron Perlman.
Das Lexikon des internationalen Films schrieb, der Film bewege sich „zwischen Splatter-Movie und Katastrophenfilm, lässt aber alle Wünsche offen, weil das vermeintlich Unerklärbare eines dämonischen Aufzugs vollständig aufgelöst wird“. Die „eingeflochtene Liebesgeschichte“ wirke „ebenso konventionell wie der pseudo-gesellschaftskritische Unterton“. Die Spezialeffekte seien „auf dem Stand der 60er-Jahre“.